# Abraham (miniserie)
Abraham är en tysk/amerikansk/italiensk miniserie från 1994.

## Handling
Serien återger Gamla testamentets berättelse om Abrahams äventyr. På uppdrag av Gud ska han ta sin familj till Kanaans förlovade land, med löftet att hans ättlingar ska bli en stor och mäktig släkt om han lyckas.

## Om serien
Serien består av två delar. Trots att miniserien spelades in först av alla delarna i Bibelserien brukar den sändas efter Genesis: Skapelsen och Floden och räknas som del 2 och 3 av 21 i Bibelserien.

## Rollista (urval)
- Richard Harris ....  Abraham
- Barbara Hershey ....  Sarah
- Maximilian Schell ....  Pharaoh
- Gottfried John ....  Eliezer